# Candilejas (canción)

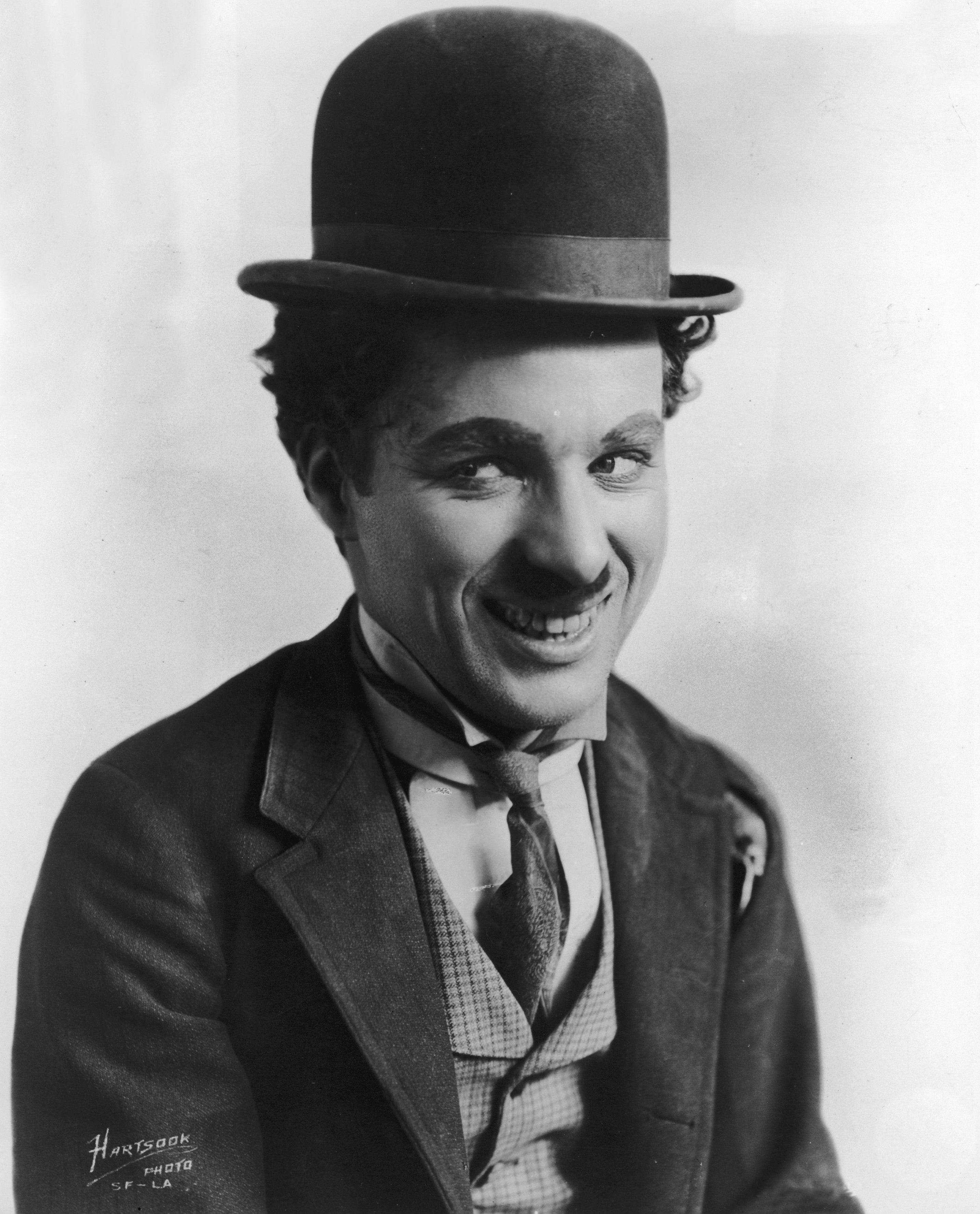
Charlie Chaplin.

«Eternally» es una canción con música de Charles Chaplin y letra, en inglés, de Geoffrey Parsons y John Turner. El tema fue compuesto para la película Candilejas, de 1952. El film ganó un Óscar a la mejor banda sonora en 1972.
La canción fue grabada por Petula Clark (These Are My Songs, 1967), Michel Legrand, Sarah Vaughan, Roger Whittaker, Engelbert Humperdinck e Il Volo y Alfredo Kraus, entre otros.
También fue interpretada en español por Julio Iglesias, José Augusto,  Roberto Carlos, y José José con el título Candilejas.
La canción también fue interpretada en acordeón por John Serry Sr. con el título "Terry's Theme" en 1956 ("Squeeze Play" - Dot Records # DLP-3024, 1956).